# Geoff Skaines
Geoffrey „Geoff“ Skaines (* 8. Juni 1953) ist ein ehemaliger australischer Radrennfahrer.

## Sportliche Laufbahn
Skaines war im Bahnradsport und im Straßenradsport aktiv. Er war Teilnehmer der Olympischen Sommerspiele 1976 in Montreal. Australien schied in der Mannschaftsverfolgung mit Stephen Goodall, Kevin Nichols, Geoff Skaines und John Thorsen in der Qualifikation aus. 
1976 und 1977 wurde er Dritter der nationalen Meisterschaft in der Einerverfolgung. 1982 wurde Skaines Zweiter im Commonwealth Bank Cycle Classic hinter Steve Lawrence. 1983 und 1984 holte er dort einen Etappensieg. Das Sechstagerennen von Launceton gewann er 1984 mit Shane Sutton als Partner 1984.